# 阿尔弗雷多·菲格雷多
阿尔弗雷多·菲格雷多（西班牙語：Alfredo Figueredo，1952年4月15日—），古巴男子排球运动员。他曾代表古巴参加1972年和1976年夏季奥林匹克运动会排球比赛，其中1976年奥运会获得一枚铜牌。